# Tour de Bretagne 2010
Die 44. Tour de Bretagne fand vom 25. April bis 1. Mai 2010 statt. Das Straßenradrennen wurde in sieben Etappen über eine Distanz von 1006 Kilometern ausgetragen. Das Etappenrennen war Teil der UCI Europe Tour 2010 und in die Kategorie 2.2 einstuft.

## Etappen
| Etappe    | Tag       | Start – Ziel                       | km    | Etappensieger   | Führender     |
| --------- | --------- | ---------------------------------- | ----- | --------------- | ------------- |
| 1. Etappe | 25. April | Gorey – Gorey                      | 142   | Jetse Bol       | Jetse Bol     |
| 2. Etappe | 26. April | Saint-Quen (EZF)                   | 10,20 | Martijn Keizer  | Jetse Bol     |
| 3. Etappe | 27. April | Saint-Malo – Saint Gildas-des-Bois | 185,5 | Benoît Daeninck | Jetse Bol     |
| 4. Etappe | 28. April | Saint Gildas-des-Bois – Mauron     | 153,1 | John Degenkolb  | Jetse Bol     |
| 5. Etappe | 29. April | Mauron – Huelgoat                  | 176,3 | John Degenkolb  | Jetse Bol     |
| 6. Etappe | 30. April | Huelgoat – Iffendic                | 190,5 | Cédric Pineau   | Franck Bouyer |
| 7. Etappe | 1. Mai    | Iffendic – Dinan                   | 148,4 | Gaël Malacarne  | Franck Bouyer |